# كريستيان لا توري
كريستيان لا توري (بالإسبانية: Christian La Torre)‏ (9 مارس 1990 بليما في بيرو - ) هو مدرب كرة قدم ولاعب كرة قدم بيروفي في مركز الهجوم. شارك مع منتخب بيرو تحت 17 سنة لكرة القدم. أما مع النوادي، فقد لعب مع الجامعي دي بيرو وسبورت وانكايو وU América FC ‏ وسبورت بويز ونادي خوسيه جالفيز ‏.

## وصلات خارجية
- كريستيان لا توري على موقع الاتحاد الدولي (مؤرشف)  (الإنجليزية)
- كريستيان لا توري على موقع قاعدة بيانات كرة القدم.إي يو (الإنجليزية)